# Gruppo Genovese San Giorgio
Gruppo Genovese San Giorgio (tudi Gruppo San Giorgio) je nekdanje italijansko dirkaško moštvo, ki je nastopalo na dirkah za Veliko nagrado med sezonama 1934 in 1937. Moštveni dirkači, Renato Balestrero, Clemente Biondetti, Secondo Corsi, Raffaele Toti in Letterio Cucinotta, ki so večinoma dirkali z dirkalniki Alfa Romeo Monza in Maserati 8CM, so nastopili na tridesetih dirkah. Biondetti je osvojil peto mesto na dirki za Veliko nagrado Tripolija, Balestrero pa na dirkah za Veliko nagrado Bielle in Veliko nagrado Alžirije. Balestrero je bil peti tudi na dirki Targa Florio v naslednji sezoni 1935 ter četrti na dirkah Coppa Michele Bianchi 1935 in Targa Abruzzi 1937.